# 丹格朗
丹格朗，华人又称文登或唐格朗，是印尼萬丹省的一個城市，位於雅加達西方25公里處。丹格朗是雅茂德丹勿（Jabotabek）地區僅次於雅加達與勿加泗的第三大市中心。總面積為164.54平方公里，2010年的人口統計為1,797,715人。為大雅加達地區提供服務的蘇加諾－哈達國際機場位於市內。

## 概覽
丹格朗是爪哇一處工業與製造業的中心，有超過1000座工廠座落於此，許多國際公司都在該市設有工廠。丹格朗的氣候傾向炎熱潮濕，其他地理景觀特色較少，部分地區存在沼澤，包括臨近蘇加諾－哈達國際機場的地區。
近年來，雅加達市區的擴大已經涵蓋了丹格朗，許多丹格朗的居民通勤至雅加達工作。丹格朗附近有許多中高等級的衛星城市被開發，包括自有的購物中心、學校與便利超商。該地政府正努力擴展公路系統以適應越趨龐大的進出車流。
嘉魯達印尼航空和印尼第二機場股份有限公司（國營企業）的總部位於丹格朗。

## 人口
丹格朗有重要的印度尼西亞華人社群，當地華人許多都具有文登華人（Cina Benteng）的血統，Benteng在印尼語意為「堡壘」，推估他們大約是十八世紀時中國移民的後代。他們在文化上已受當地文化涵化，大多數人不會說任何漢語，維持祭祖、慶祝傳統節日並傳承節日儀式。經濟上其群體較貧困，傳統上主要從事農、牧、漁業、勞工和小生意。。
丹格朗大多數的中國城均位於Sewan、Pasar Lama、Pasar Baru、Benteng Makasar、Kapling與Karawaci等鄉鎮，這些城鎮存在完整的中國飲食與文化。而Lippo Karawaci、Bintaro Jaya、Bumi Serpong Damai與Alam Sutra等新城鎮則以外來移民為主，而非文登華人。

## 歷史
1945年10月，一支稱為Laskar Hitam的伊斯蘭民兵部隊在丹格朗創立，其目標為建立一個伊斯蘭國家，該組織之後成為DI/TII反抗組織的一部份。1945年10月31日，Laskar Hitam綁架了印尼共和國的國務部長奥多·依斯干达·迪·纳塔，他據推測於十二月被殺害於丹格朗。
印尼宣布獨立後，丹格朗不時發生反華的抗議與暴動，起因是華人為企圖重新殖民印尼的荷蘭人提供支持。
丹格朗市在1993年2月27日成為丹格朗縣的一個自治市，在此之前是同縣中的一個行政市。
1996年八月美國最大的零售企業沃爾瑪在丹格朗的力宝卡拉瓦卡開設印尼的第一間分店，但在1998年的黑色五月暴動中遭受暴徒搶劫與放火，沃爾瑪在該次暴動後退出了印尼市場。

## 教育
丹格朗有自幼稚園到大學的完整教育體系，除了政府創辦的公立學校外也有許多私立學校，其中有Sekolah Santa Ursula BSD、Santa Laurensia School、Sekolah Menengah Atas Kristen Penabur Gading Serpong、Sekolah Islamic Village等。

## 交通
除了大眾運輸系統之外，丹格朗市內也有許多計程車公司運作。有空調的公車可自機場通往雅加達的若干目的地，這是由一間稱為Damri的國營公司經營。也有私人經營的公車來往雅加達與丹格朗的Lippo Karawaci和Citra Raya等地區。2011年，丹格朗當局計畫一種稱為Intelligent Transport System（ITS）的新科技，該系統使用閉路電視可對各路口的交通狀況做出反應，據估計可降低三成的交通堵塞。

## 南當格浪
南丹格朗是丹格朗縣的另外一個城市，共分為Serpong、Serpong Utara (North Serpong)、Ciputat、Ciputat Timur (East Ciputat)、Pondok Aren、Pamulang與Setu七個城鎮。位於雅加達西側，面積147.19平方公里，2010年的人口統計為1,303,569人。

## 友好城市
- 加拿大加蒂諾
- 加拿大密西沙加
- 美国阿靈頓縣
- 马来西亚莎阿南
- 马来西亚古晉